# Orthosia postalbida
Orthosia postalbida là một loài bướm đêm trong họ Noctuidae.